# Alessandro Riep
Alessandro Riep Klekoc (* 3. Juli 2003 in Valparaíso) ist ein argentinisch-chilenischer Fußballspieler.

## Karriere
Alessandro Riep begann seine Profikarriere 2021 bei Gimnasia y Esgrima de Mendoza und wurde 2023 an den chilenischen Verein Audax Italiano verliehen.

## Sonstiges
Sein Vater Rodrigo Riep (* 1976) ist ehemaliger Profifußballspieler. Sein älterer Bruder Gianluca (* 1998) spielte bei Vereinen in Chile und Venezuela.